# Ophelosia keatsi
Ophelosia keatsi är en stekelart som beskrevs av Girault 1927. Ophelosia keatsi ingår i släktet Ophelosia och familjen puppglanssteklar. Inga underarter finns listade i Catalogue of Life.